# 本間茂 (騎手)
本間 茂（ほんま しげる、1954年3月7日 - ）は、地方競馬の川崎競馬場に所属していた元騎手。八百長疑惑で1990年11月に特別区競馬組合より処分を受け騎手廃業。現在は西山牧場阿見分場の場長。元宝塚歌劇団宙組の娘役、花里まなは長女。

## 経歴
1971年に川崎の大一門の一つである鈴木定敏門下の中島正治厩舎所属でデビュー。
3年目の1974年にグリンフアストで八王子記念を勝ち重賞初制覇。その後、テツノカチドキで東京大賞典を勝利したり、東京ダービーを2勝するなど南関東を代表するトップジョッキーの1人となった。
しかし、1990年11月20日に外部の者に騎乗馬の情報を漏らした疑い（詳細は後述）から、競馬法違反で逮捕され、特別区競馬組合より無期限の競馬関与禁止処分を受ける。
競馬関与禁止処分を受けたことで騎手生活が不可能になったため、騎手を引退。その後はニシノやセイウンで知られる西山牧場に入社し、競走馬育成の仕事を行なっている。現在は西山牧場阿見分場の場長。
なお、2012年6月11日付で競馬関与禁止処分は解除されている。

## 不祥事
- 特記事項なき場合、本節の出典は参考文献

本間茂は昭和63年頃から川崎市内のパチンコ店で知り合い、飲み仲間となった稲川会三和総業の幹部に自分の騎乗するレースの情報を流し、暴力団幹部はその情報を元に自身の客に馬券の買い目を教え、情報料を受け取っていた。その情報料は本間茂にも渡っており、暴力団幹部：本間で2：1で分け合っていたとされる。本間茂はこの件で競馬法違反（収賄）容疑で逮捕された。

## 主な騎乗馬
- グリンフアスト（1974年八王子記念、1974年アラブチャンピオン）
- ピープルクイン（1975年桜花賞、1975年ニューイヤーカップ）
- カシキユネ（1976年全日本3歳優駿）
- テツノカチドキ（1984年東京大賞典）
- ミルコウジ（1985年東京ダービー）
- ジヨージレツクス（1987年東京ダービー）
- リユウコウキング（1987年全日本3歳優駿、1988年報知オールスターカップ）
- フジノパツサー（1990年関東オークス）